# District de Kamimashiki
Le district de Kamimashiki (上益城郡, Kamimashiki-gun) est un district de la préfecture de Kumamoto, au Japon, étendu sur une superficie de 784,03 km2.

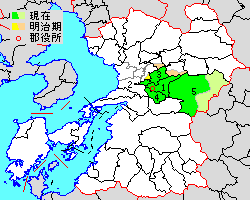
Localisation du district dans la préfecture de Kumamoto.

## Municipalités
- Kashima
- Kōsa
- Mashiki
- Mifune
- Yamato

## Histoire
Le 11 février 2005, le village de Seiwa fusionne avec les bourgs de Soyō et Yabe, du district d'Aso, pour former le bourg de Yamato.